# Micromyzodium polypodii
Micromyzodium polypodii är en insektsart. Micromyzodium polypodii ingår i släktet Micromyzodium och familjen långrörsbladlöss. Inga underarter finns listade i Catalogue of Life.